# Cressey
Cressey – jednostka osadnicza w Stanach Zjednoczonych, w stanie Kalifornia, w hrabstwie Merced.